# G80-as gyorsított személyvonat
A G80-as gyorsított személyvonat egy budapesti elővárosi vonat, ami 2016. december 12-e óta közlekedik. Vonatszámuk négyjegyű, a Budapest felé indulóknak 3169-es, 3179-es és 3189-es. A járaton kizárólag Stadler FLIRT motorvonat van kiadva.

## Története
Két új, G80-as jelzésű gyorsított személyvonatot a 2016–2017-es menetrendváltással, 2016. december 12-én vezettek be.
2019. február 4-étől december 7-éig a vasútvonal felújítása miatt Pécel és Aszód, illetve Hatvan között a G80-as jelzésű pótlóbusz közlekedett helyette.
A 2020. október 25-étől érvényes menetrend szerint az egyik G80-as vonat megszűnt, helyette InterRégió vonat indult Egerbe.
2022. április 3-ától hétvégén is közlekedik, Pécel és Isaszeg helyett Máriabesnyőn és Bagon áll meg.Június 18-ától december 10-éig újra megállt Pécelen és Isaszegen.
2022/2023-as menetrendváltással munkanapokon reggel 3 új G80-as gyorsított személyvonat indul Isaszegről Budapest felé csak egy irányban. A Budapestről minden este 10 órakor Hatvanba induló vonat nem közlekedik, helyette a Miskolcra induló személyvonat, mely Hatvanig (Pécel és Isaszeg kivételével) azonos megállási renddel közlekedik.

## Útvonala
A G80-as minden munkanap reggel 3 vonat közlekedik csak Budapest felé.
| Az átszállási kapcsolatok között az azonos útvonalon, de sűrűbb megállási renddel közlekedő S80 -as személyvonat nincs feltüntetve! |                                   | |
| Perc (↓) | Állomás                           | Átszállási kapcsolatok |
| 0 | Isaszeg induló végállomás         | |
| 7 | Pécel                             | 169E 1, 1E, 2, 2E (Pécel helyi járat) 449 |
| 11 | Rákoscsaba                        | 98, 176E, 198, 269, 275, 298 482, 504 |
| 14 | Rákosliget                        | 98, 146, 146A, 176E, 198, 261E, 276E |
| 17 | Akadémiaújtelep                   | 161, 161A, 162, 195, 202E, 262 |
| 33 | Budapest-Keleti érkező végállomás | 23, 24 5, 7, 7E, 8E, 20E, 30, 30A, 107, 108E, 110, 112, 133E, 230 73, 76, 78, 79, 80 G10 , S60 , G60 , Z60 , IC, EC, EN, InterRégió, gyorsvonat, expresszvonat, |